# Ferocactus townsendianus
Ferocactus townsendianus ist eine Pflanzenart aus der Gattung Ferocactus in der Familie der Kakteengewächse (Cactaceae). Das Artepitheton townsendianus ehrt Charles Haskins Townsend (1859–1944), der als Direktor des New York Aquarium die Forschungsreise leitete, während der 1911 das erste Exemplar der Art gesammelt wurde.

## Beschreibung
Ferocactus townsendianus wächst einzeln mit zylindrischen, manchmal zur Spitze hin verjüngten Trieben und erreicht bei Durchmessern von 30 Zentimetern Wuchshöhen von bis zu 50 Zentimeter. Es sind etwa 16 hohe und leicht gehöckerte Rippen vorhanden, die häufig spiralförmig angeordnet sind. Die drei bis vier grauen oder braunen, geraden oder leicht gebogenen Mitteldornen sind über Kreuz angeordnet und bis zu 10 Zentimeter lang. Die drei oberen Mitteldornen sind aufsteigend, der unterste abgeflacht mit stark gebogener oder hakenförmiger Spitze. Die 14 bis 15 ausstrahlenden Randdornen sind gelegentlich gekraust. Die unteren drei ähneln manchmal den Mitteldornen.
Die trichterförmigen Blüten sind gelb mit einem roten Mittelstreifen und einer roten Basis, oder orangerot oder rot. Sie erreichen eine Länge von 5 bis 6 Zentimeter und weisen einen ebensolchen Durchmesser auf. Die 2 bis 2,5 Zentimeter langen, gelben  Früchte sind kugelförmig.

## Systematik und Verbreitung
Ferocactus townsendianus ist im mexikanischen Bundesstaat Baja California Sur einschließlich der Inseln San José und Santa Margarita und Magdalena verbreitet.
Die Erstbeschreibung erfolgte 1922 durch Nathaniel Lord Britton und Joseph Nelson Rose. Nomenklatorische Synonyme sind Ferocactus peninsulae var. townsendianus (Britton & Rose) N.P.Taylor (1984) und Ferocactus peninsulae subsp. townsendianus (Britton & Rose) Pilbeam & Bowdery (2005).

## Nachweise